# Летуновский сельский округ
Летуновский сельский округ — упразднённая административно-территориальная единица, существовавшая на территории Зарайского района Московской области в 1994—2006 годах.
Летуновский сельсовет был образован в первые годы советской власти. До 1929 года он входил в состав Зарайской волости Зарайского уезда Рязанской губернии.
В 1929 году Летуновский с/с был отнесён к Зарайскому району Коломенского округа Московской области.
17 июля 1939 года Летуновский с/с был упразднён, а его селения (Добрая Слободка и Летуново) были переданы в Дятловский с/с.
14 июня 1954 года Летуновский с/с был восстановлен путём объединения Дятловского и Зименковского с/с.
1 февраля 1963 года Зарайский район был упразднён и Летуновский с/с вошёл в Коломенский сельский район. 11 января 1965 года Летуновский с/с был передан в восстановленный Зарайский район.
20 декабря 1966 года к Летуновскому с/с были присоединены селения Ивашково, Логвёново, Саблино и Требовое упразднённого Клин-Бельдинского с/с. Одновременно из Летуновского с/с в Каринский были переданы селения Зимёнки, Карандеево, Лошаково и посёлок отделения совхоза «Зарайский».
3 февраля 1994 года Летуновский с/с был преобразован в Летуновский сельский округ.
В ходе муниципальной реформы 2004—2005 годов Летуновский сельский округ прекратил своё существование как муниципальная единица. При этом все его населённые пункты были переданы в сельское поселение Каринское.
29 ноября 2006 года Летуновский сельский округ исключён из учётных данных административно-территориальных и территориальных единиц Московской области.